# Tiger Trap
Tiger Trap (с англ. — «Ловушка для тигра») — американская тви-поп-группа, состоящая из школьных подруг Анджелы Лой и Роуз Мельберг, а также Хизер Данн и Джен Браун. Группа записывалась на лейбле K Records. Название «Tiger Trap» происходит от комикса Кельвин и Хоббс и использовалось Роуз Мельберг до формирования группы, для сольного выступления на первом концерте International Pop Underground Convention в 1991 году. Возможно название происходит от соответствующей песни Beat Happening. Сформированные в Сакраменто, в 1992 году, они сумели собрать нечто вроде культа, прежде чем распались всего год спустя. Их последний концерт состоялся в Bottom of the Hill, в декабре 1993 года. Группы, с которыми они играли, включают Heavenly, Unwound, Shadowy Men on a Shadowy Planet, Girl Trouble, Mecca Normal, Beat Happening и Tsunami.
Наряду с Beat Happening, Lois, Tullycraft и Black Tambourine, Tiger Trap считается одной из самых влиятельных групп американского тви-поп-движения. Мельберг продолжила сольную карьеру, а также играла с группами The Softies, Go Sailor и Gaze. Данн продолжила играть на барабанах с Lois, реформированными The Raincoats и Dub Narcotic Sound System.

## Дискография
Альбомы
- Tiger Trap (K Records, 1993)

Синглы и мини-альбомы
- "Words and Smiles" from a split 7-inch with Bratmobile (Four Letter Words Records, 1992)
- "Supercrush" b/w "You and Me" and "Hiding" (released as volume 36 of the International Pop Underground series, 1993)
- Sour Grass EP (K Records, 1993)
- "Alien Space Song" from split single with Henry's Dress (Slumberland Records, 1994)